# Окружная экспресс-сеть

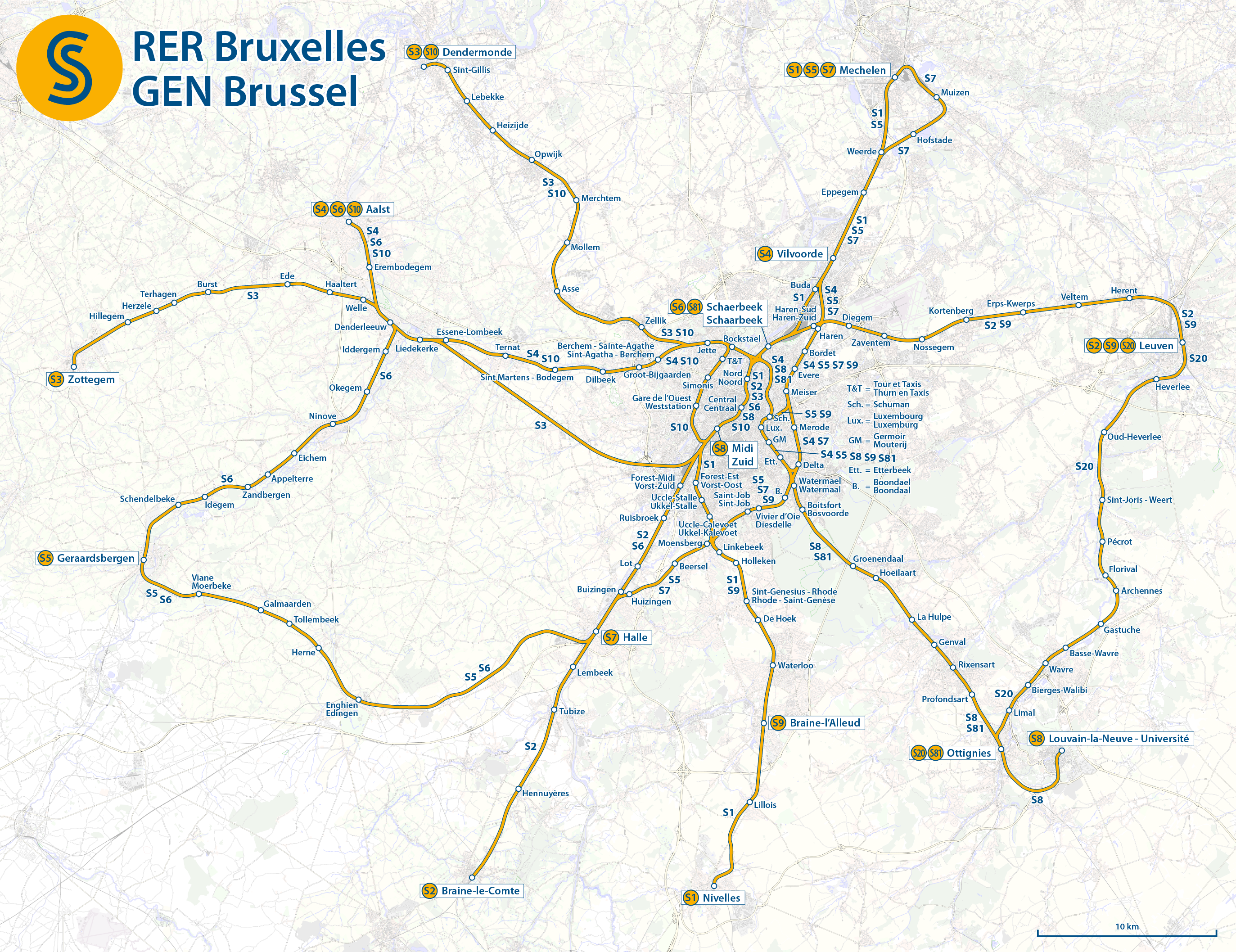

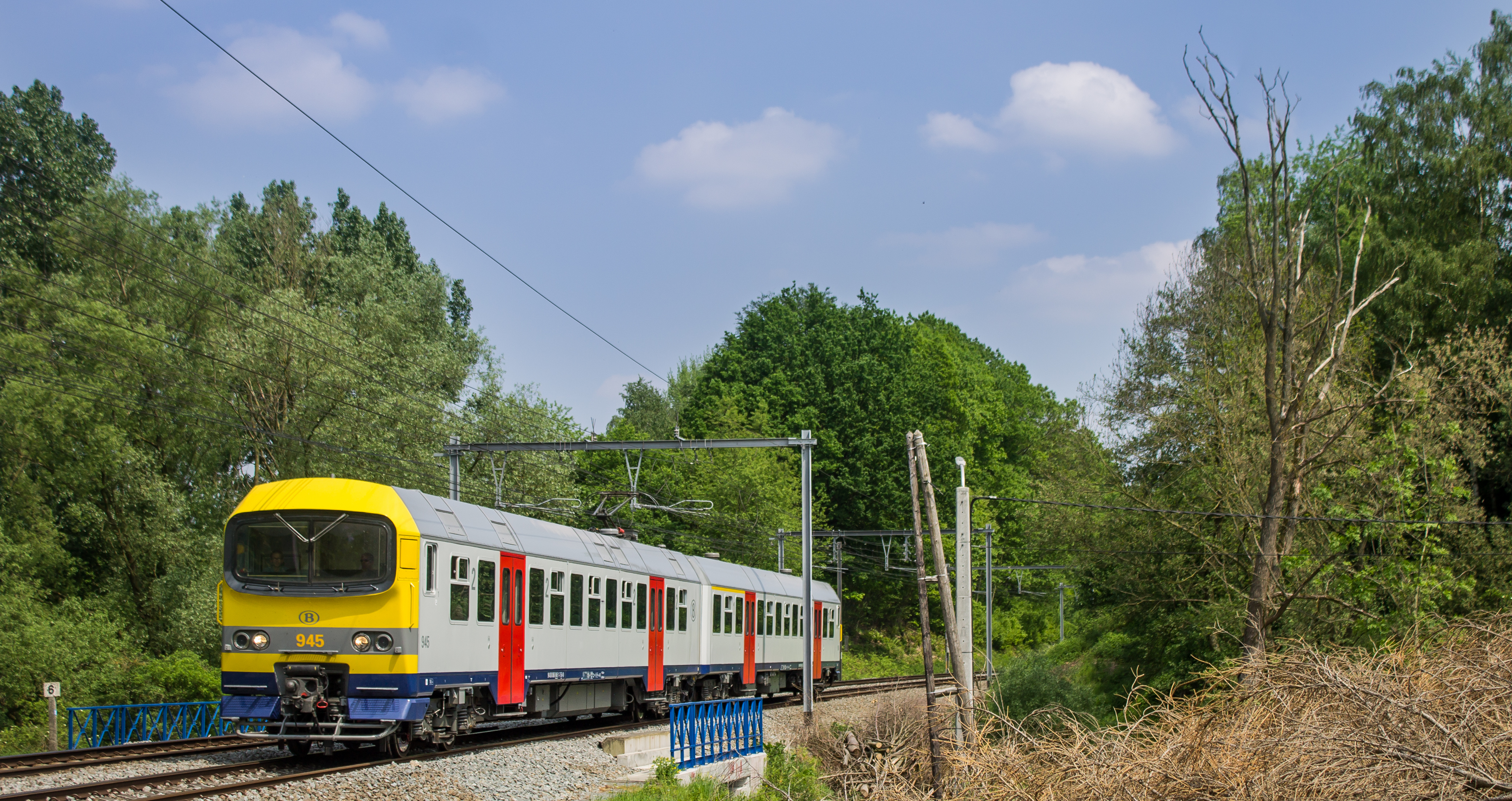

Окружная экспресс-сеть (нидерл. Gewestelijk ExpresNet, GEN, фр. Réseau express régional, RER) — проект по созданию железнодорожной пригородной сети вокруг Брюссельского столичного региона. Цель — более быстрое и частое железнодорожное сообщение в радиусе 30 км от Брюсселя. Экспресс-сеть основана на парижском аналоге. Для сети GEN/RER национальная железнодорожная компания NMBS/SNCB будет использовать составы Desiro ML.
Основная часть сети будет запущена в 2012 году, но, в связи с необходимостью завершения инфраструктурных работ, некоторые части не будут открыты до 2016 года.
Планируется построить 9 линий:
- 1. Аренберг — Лёвен — Брюссель — Зоттегем / Герардсберген
- 2. Нивель — Брюссель — Оттиньи — Университет Лувен-ла-Нёв
- 3. Лёвен / Национальный аэропорт — Брюссель — Брэн-л’Аллё
- 4. Мехелен — Брюссель — Халле — Герардсберген
- 5. Алст — Дендерлеув — Бокстал
- 6. Дендермонде — Брюссель — Халле — Брен-ле-Конт
- 7. Халле — Вилворде
- 8. Алст — Брюссель — Оттиньи — Университет Лувен-ла-Нёв
- 9. Виллер-ла-Виль — Оттиньи — Вавр

Поезда будут использовать в основном существующие железнодорожные линии. Основной линией станет новый тоннель Шуман-Йосафат (соединение между железнодорожными линиями 161 и 26). Кроме того, инфраструктура существующих линий находится в процессе развития, чтобы увеличить их пропускную способность — в первую очередь, увеличение в 2 раза (с двух до четырёх) числа путей из Брюсселя до Халле, Лёвена, Оттиньи, Нивеля и Дендерлеува.
Во время часов пик, по каждому маршруту будут ходить 4 поезда в час, в остальное время — 2, для этого будут заказаны новые поезда. На линиях GEN/RER открываются дополнительные станции. Например, с 10 декабря 2007 на линии 26 в брюссельской коммуне Уккел работает новая станция Вивье-д’Уа/Дисделле. Кроме того, возле станций будут устанавливаться велосипедные и автомобильные парковки, а система автобусов к ним будет улучшена.